# Badsee (Naturschutzgebiet)
Das Gebiet Badsee ist ein mit Verordnung vom 21. Januar 1991 des Regierungspräsidiums Tübingen ausgewiesenes Naturschutzgebiet (NSG-Nummer 4.178) im Nordwesten der Stadt Isny im Allgäu und Nordosten der Gemeinde Argenbühl, Baden-Württemberg in Deutschland.

## Lage
Das rund 17 Hektar große Naturschutzgebiet Badsee gehört naturräumlich zum Westallgäuer Hügelland. Es liegt etwa sieben Kilometer nordwestlich der Innenstadt Isnys, am südwestlichen Teil des Badsees (auch Haldensee), auf einer Höhe von 680 m ü. NN. In den Flurkarten werden die Gemarkungen zwischen den Weilern Winnis im Norden, Beuren im Süden und Enkenhofen im Westen, in einem ehemaligen Zungenbecken des Rheingletschers, mit Christazhofen (zu Argenbühl) und Beuren (zu Isny) bezeichnet.

## Schutzzweck
Wesentlicher Schutzzweck ist die Erhaltung des Badsees und des daran angrenzenden Verlandungsmoores mit seiner charakteristischen Zonierung von der Schwimmblattzone bis zum Hochmoor als typisches Beispiel einer solchen Verlandungssukzession, als Rückzugslebensraum einer wertvollen Tier- und Pflanzenwelt am ansonsten intensiv genutzten Badsee und als wichtiges Bindeglied im Verbund der Feuchtgebiete im Naturraum, insbesondere auch für rastende Zugvögel.

## Flora und Fauna

### Flora
Aus der schützenswerten Flora sind folgende Pflanzenarten (Auswahl) zu nennen:
- Fieberkleegewächse
  - Fieberklee oder Bitterklee (Menyanthes trifoliata), die einzige Art der monotypischen Gattung Menyanthes
- Hahnenfußgewächse
  - Trollblume (Trollius europaeus), auch Goldköpfchen, Butterblume oder Butterkugel genannt
- Orchideen
  - Breitblättriges Knabenkraut (Dactylorhiza majalis), auch Breitblättrige Fingerwurz genannt
  - Fleischfarbenes Knabenkraut (Dactylorhiza incarnata), seltener auch Steifblättriges Knabenkraut genannt
  - Mücken-Händelwurz (Gymnadenia conopsea), auch Langsporn-, Fliegen- oder Große Händelwurz genannt
  - Sumpf-Stendelwurz (Epipactis palustris), auch als Weiße Sumpfwurz, Echte Sumpfwurz oder Sumpf-Sitter bekannt
- Sauergrasgewächse
  - Breitblättriges Wollgras (Eriophorum latifolium)
  - Schmalblättriges Wollgras (Eriophorum angustifolium)
- Seerosengewächse
  - Gelbe Teichrose (Nuphar lutea), auch Gelbe Teichmummel, Mummel, Teichmummel oder Teichkandel genannt
  - Weiße Seerose (Nymphaea alba)

### Fauna
Von besonderer Bedeutung für die Vogelwelt ist der See im Frühjahr und Herbst. Dann rasten hier während des Vogelzugs zeitweise zahlreiche Arten. Zur schützenswerten Fauna gehören neben Libellen, Schmetterlingen und Heuschrecken folgende Tierarten:
- Gänsesäger (Mergus merganser), der größte Vertreter der Gattung der Säger aus der Familie der Entenvögel
- Teichrohrsänger (Acrocephalus scirpaceus), im Volksmund auch Rohrspatz, eine Singvogelart aus der Familie der Grasmückenartigen

## Landschaftsschutzgebiet
An das Naturschutzgebiet grenzend liegt das 1.069 Hektar große Landschaftsschutzgebiet Badsee. Es wurde 1981 zum Schutz der typischen kleinräumigen Allgäulandschaft mit ihren stehenden und fließenden Gewässern, insbesondere den Uferbereichen sowie Mooren, Streuwiesen, Wäldern und Gehölzen und den landschaftstypischen morphologischen Kleinformen im Interesse der für dieses Gebiet typischen Tier- und Pflanzenwelt sowie die Bewahrung der Erholungseignung ausgewiesen.